# Leopardenkegel
Der Leopardenkegel oder die Leoparden-Kegelschnecke (Conus leopardus) ist eine Schnecke aus der Familie der Kegelschnecken (Gattung Conus), die im Indopazifik verbreitet ist. Sie ernährt sich von Eichelwürmern.

## Merkmale
Conus leopardus trägt ein sehr großes, schweres Schneckenhaus, das bei ausgewachsenen Schnecken 25 cm Länge erreicht. Der Körperumgang ist kegelförmig, der Umriss gerade. Das Gewinde ist niedrig, sein Umriss konvex oder flach. Die Schulter ist gerundet und glatt, der Körperumgang glatt mit einer abgeschnittenen und gefalteten Basis. Die Grundfarbe des Gehäuses ist kremfarben bis elfenbeinweiß mit spiralig verlaufenden Reihen dunkelbrauner, gedrängter länglicher Flecken, die Basis weiß, das Gewinde mit schwärzlich-braunen Flecken. Das dicke, braune Periostracum verbirgt beim lebenden Tier in der Regel das Muster.

## Verbreitung und Lebensraum
Conus leopardus ist im Indopazifik verbreitet. Er lebt in der Gezeitenzone auf Sand und oft zwischen Wasserpflanzen, in Kwajalein bevorzugt in Meerestiefen von 3 bis 15 m.

## Entwicklungszyklus
Wie alle Kegelschnecken ist Conus leopardus getrenntgeschlechtlich, und das Männchen begattet das Weibchen mit seinem Penis. Aus den vom Weibchen abgelegten Eikapseln schlüpfen Veliger-Larven, die zunächst als Plankton frei schwimmen, bevor sie niedersinken und zu kriechenden Schnecken metamorphosieren.

## Nahrung
Conus leopardus frisst Eichelwürmer, die er mit seinen im Verhältnis zu anderen Kegelschnecken sehr kleinen Radulazähnen sticht und mithilfe seines Gifts aus der Giftdrüse immobilisiert.